# Дежньовка (село)
Дежньовка (рос. Дежнёвка) — село у Смідовицькому районі Єврейської автономної області Російської Федерації.
Орган місцевого самоврядування — Ніколаєвське міське поселення. Населення становить 46 осіб (2010).

## Історія
Згідно із законом від 26 листопада 2003 року органом місцевого самоврядування є Ніколаєвське міське поселення.

## Населення
| 2002 | 2010 |
| ---- | ---- |
| 37   | ↗46  |